# Andigena
Genre
Andigena est un des 6 genres de la sous-famille des Ramphastinae. Il comprend quatre espèces représentant sept taxons (deux espèces monotypiques et cinq sous-espèces).

## Description
Les oiseaux de ce genre sont des toucans de taille moyenne à grande, au plumage à dominante bleu-gris et brun, marqué de rouge, de jaune et de noir et au bec massif plus ou moins richement coloré selon l'espèce.

## Habitat et répartition
Le nom du genre veut dire « genre des Andes ». En effet ces espèces sont propres aux forêts tropicales et subtropicales de montagnes depuis le Venezuela jusqu'au Pérou.

## Liste des espèces
D'après la classification de référence (version 2.2, 2009) du Congrès ornithologique international (ordre phylogénique) :
- Andigena hypoglauca – Toucan bleu
- Andigena laminirostris – Toucan montagnard
- Andigena cucullata – Toucan à capuchon
- Andigena nigrirostris – Toucan à bec noir